# 三笑亭可楽
三笑亭 可楽（さんしょうてい からく）は、落語家（噺家）の名跡。当代は9代目だが、少なくとも13人ほどの落語家が名乗っている。
江戸時代よりその名が続く。名の由来は「山椒は小粒でひりりと辛い」から「山生亭花楽」とし後に松戸の贔屓客から「虎渓三笑」の故事に因んで「三笑亭可楽」とした。
毎年4月上旬に、当代可楽一門によって「可楽まつり」が行われる。
- 2代目三笑亭可楽 - 後∶三笑亭楽翁
- 5代目三笑亭可楽 - 江戸・上方に2名いる
- 6代目三笑亭可楽 - 江戸・上方に2名いる
- 7代目三笑亭可楽 - 江戸・上方に2名いる
- 9代目三笑亭可楽 - 当代

## 初代
初代 三笑亭 可楽（さんしょうてい からく、1777年〈安永6年〉 - 1833年4月27日〈天保4年3月8日〉）は、落語家。通称、京屋 又五郎。
最も古い職業落語家（噺家）の一人とされる。生まれは馬喰町で、櫛職人から噺家になった人物。寛政10年（1798年）7月に、山生亭花楽と名乗って3人の天狗連（アマチュア）の噺家と共に江戸の下谷稲荷神社で寄席を開いた。同年同月、岡本万作によってもう一軒の寄席が開かれており、この2軒が日本最初の寄席と考えられている。
一度は職人に戻ったが、諦めきれずに同年9月には越ヶ谷で興行を起こし、これが成功する。10月には松戸にて三笑亭可楽に改名した。その後は本所東両国に定席を確保し、何度か咄の会を開いて三題咄や謎解きを行って客との交流を深めると同時に、線香が一分（約3ミリ）灰になるまでの短い間に落し咄を即席で考える「一分線香即席咄」を披露していた。
客から3つのお題を貰い、それ1つに繋げて即興の咄を作り上げる「三題咄」を初披露し、200～300人の客を集める程の人気ぶりだった。
墓所は浅草の潮江院。戒名は「三笑亭安誉可楽信士」。

### 弟子
弟子は「可楽十哲」と呼ばれ、現在に繋がる一流の諸派の祖を輩出している。また実子に馬士三郎、楽寿がいる。
- 初代朝寝房夢羅久[2]
- 初代船遊亭扇橋[3]
- 初代喜久亭寿楽[4]
- 初代萬笑亭亀楽
- 初代三笑亭佐楽
- 初代東亭鬼丸
- 自笑亭里楽
- 初代宇治新口（立川談志）
- 初代三笑亭古楽
- 初代林屋正蔵[5]
- 初代三笑亭可重[6][7]
- 初代三笑亭可上[8]
- 三笑亭世楽[9]
- 三笑亭都楽、のちに都屋都楽、通称（初代）うつしゑ都楽[10]
- 2代目三笑亭可楽
- つるや萬助
- 初代川島歌遊
- よたん坊ゆ又
- 初代瀧亭鯉丈
- 初代菅良助
- 2代目菅良助

## 3代目
3代目可楽は2人存在する。
- 3代目 三笑亭 可楽（さんしょうてい からく、生年不詳 - 安政4年6月4日〈1857年7月24日〉）は、落語家。本名：不詳。
浅草に住んでいた。最初は司馬龍齋門下で司馬龍喬を名乗っていたが、後に2代目可楽の門に転じ、さん鳥からさん馬を経て1856年ないし1857年（安政3年）3代目を襲名するものの、名前負けと酷評されて「狂死」したとされる。墓所は墨田区本久寺。
- 3代目 三笑亭 可楽（さんしょうてい からく、生没年不詳）は、落語家。本名：原 金兵衛。通称「武正可楽（武生可楽）」。
麻布生まれ。2代目可楽の養子となる。さん助、春の家（または春のや）せい馬、2代目？3代目？斎藤太郎左衛門（または西東太郎左衛門）、翁屋さん馬（代数には入らず）、翁屋小三馬（または小さん馬）など名乗り全国を遊歴。襲名時期不明。のちに可楽の名跡を妹婿（#4代目）に譲り、全亭武正を名乗った。上方5代目三笑亭可楽は客分弟子。

## 4代目
4代目 三笑亭 可楽（さんしょうてい からく、生年不詳 - 1869年10月14日〈明治2年9月10日〉）は、落語家。本名、榊原 鎌三郎。通称「爆弾の可楽」「爆弾可楽」。
最初は福寿庵可重（のちの寿楽などを経て2代目三笑亭可上）の門下で2代目可重、後に2代目可楽の婿養子になり翁屋さん馬の名跡を継いだが、政商の丸葱の婿養子となり一時期噺家を廃業した。しかし安政3年に3代目朝寝坊むらくとなり再び寄席に戻る。この経緯から「丸葱むらく」と呼ばれた。
元治元年に武正可楽から三笑亭可楽の名跡を譲り受けたが、父が旧幕臣であった彼は新政府軍との戦いに対応しなければならなくなり、慶応3年に名跡を返上している。
明治維新時、薩長軍が江戸に入ってくると、抵抗して会津藩の重役と図って東京市内に爆薬を仕掛けようとしたが、発覚して一時逃走した。やがて東京に立ち戻り、浅草弁天山で火事を見物していたところを役人に見つかり再び逃走、弟子の3代目立川金馬の自宅に立ち寄ったところを捕縛され、佃島で獄死した。

### 門下
- 4代目翁家さん馬
- 3代目立川金馬
- 三遊亭圓麗
- 3代目雷門助六
- 三笑亭可久寿
- 三笑亭芝楽

## 8代目
8代目 三笑亭 可楽（さんしょうてい からく、1898年〈明治31年〉1月3日 - 1964年〈昭和39年〉8月23日）は、東京府東京市下谷区（現：東京都台東区）出身の落語家。本名∶麹池 元吉。出囃子は『勧進帳』。所属は日本芸術協会。文化放送専属。精選落語会レギュラー。

### 経歴
黒門町の経師屋の家に生まれる。家業を継ぐべく修行するも、父親の家作に出入りしていた5代目古今亭志ん生の吞気な生活ぶりに憧れを抱く。
天狗連を経て1915年、初代三遊亭圓右に入門。三遊亭右喜松となる。
1918年10月、三橘と改名。そののちに7代目翁家さん馬門下に移ってさん生となる。1922年、翁家馬之助で真打昇進。
その後6代目春風亭柳枝門下に転じてさん枝に改名。1924年8月、五代目柳亭左楽門下となり春風亭柳楽と改名。1940年4月、6代目春風亭小柳枝となる。1946年5月、8代目可楽を襲名した。
他人に媚びへつらうことが出来ず、不平不満や愚痴がすぐ口をつく性格が災いして、師匠と名前をたびたび変え、長く不遇であった。晩年に人気が出る（後述）も、日本芸術協会会長6代目春風亭柳橋との衝突から長期休業するなど、報われなかった。
1962年に内幸町イイノホールで開催された精選落語会のレギュラーのひとりに抜擢され（他は8代目桂文楽、6代目三遊亭圓生、5代目柳家小さん、8代目林家正蔵）、やっとスポットライトを浴びた矢先、1963年の暮れに体調不良を訴えて入院、胃の手術を受けるも1964年に食道癌で死去。享年67。墓所は台東区興禅寺。

### 芸風・人物
極めて動作が少なく、独特の渋い低音と妙に舌足らずの語り口。「べらんめえ」口調ながら、不思議と礼儀正しく、客との距離感は絶妙であった。酒豪であり、また酒が出てくる噺を好んで演じた。『らくだ』（上方の6代目笑福亭松鶴から直接移された惨忍な演出）、『今戸焼』が絶品と評されたほか、『二番煎じ』『反魂香』『うどんや』『岸柳島』『鰻の幇間』などの演目を得意とした。ただ無精な性格、あるいは手際のいい演出で、普通の落語家は火葬場までのサゲまではやらない十八番の『らくだ』を30分程度で語る他、『芝浜』や『子別れ』のような小一時間もかかる大ネタでも他の落語家に比べて短く切り上げていた。また不器用ながら小唄や舞踊も時折演じていた。
このように芸風は地味で、一般大衆受けする華やかなものではなかったが、少数ながら熱烈な愛好者がおり「可楽が死んだらもう落語は聞かない」とまで語る者もいた。彼らの多くは現役ミュージシャン、それもジャズマンで、著名なところでは小島正雄、北村英治、フランク永井などがいた。とくに人気歌手であったフランク永井との交流は自慢の種で、可楽自身もフランク永井が贔屓にしてくれることをうれしそうに語ったり、酔うとフランク永井のヒット曲「夜霧の第二国道」を歌ったり、『らくだ』の屑屋のセリフに「低音の魅力ってやつだね」というクスグリを入れた。
いつも苦虫を噛み潰したような顔をしていたが、意外にも女性にはよくもてたという。

### 弟子
- 三笑亭夢楽 - 5代目古今亭今輔門下から移籍
- 三笑亭笑三 - 一時2代目三遊亭円歌預かり
- 三笑亭可勇 - 8代目可楽死後三笑亭夢楽門下へ
- 三笑亭可六 - 8代目可楽死後三笑亭夢楽門下へ

### CD全集
- 『八代目三笑亭可楽全集』ソニー・ミュージックハウス、エニー、 FZCG-2711/ANYC-91-FZCG-2720/ANYC-100、1998年